# Essling
Essling (bis 1999 amtlich Eßling) war bis 1938 eine eigenständige Gemeinde und ist heute ein Stadtteil Wiens im 22. Wiener Gemeindebezirk Donaustadt sowie (als Eßling) eine der 89 Wiener Katastralgemeinden.

## Geographie
Essling liegt zwischen der Lobau im Nationalpark Donau-Auen im Süden, den niederösterreichischen Marchfeld-Gemeinden Groß-Enzersdorf, Raasdorf und Aderklaa im Osten und Norden sowie den Donaustädter Bezirksteilen Aspern und Breitenlee im Westen. Die Katastralgemeinde erstreckt sich über ein Gebiet von 1497,78 ha. Neben dem alten Ortszentrum befinden sich in Essling inmitten von landwirtschaftlich genutztem Gebiet mehrere Siedlungen, darunter im Norden Neuessling mit der Kienastsiedlung und der Teufelsfeldsiedlung sowie die Invalidensiedlung, im Osten die Schippanisiedlung und im Süden die Wegmayersiedlung. Der nahe der Ostbahn gelegene Schafflerhof war einst der Wirtschaftshof der Grundherrschaft von Essling.

## Geschichte

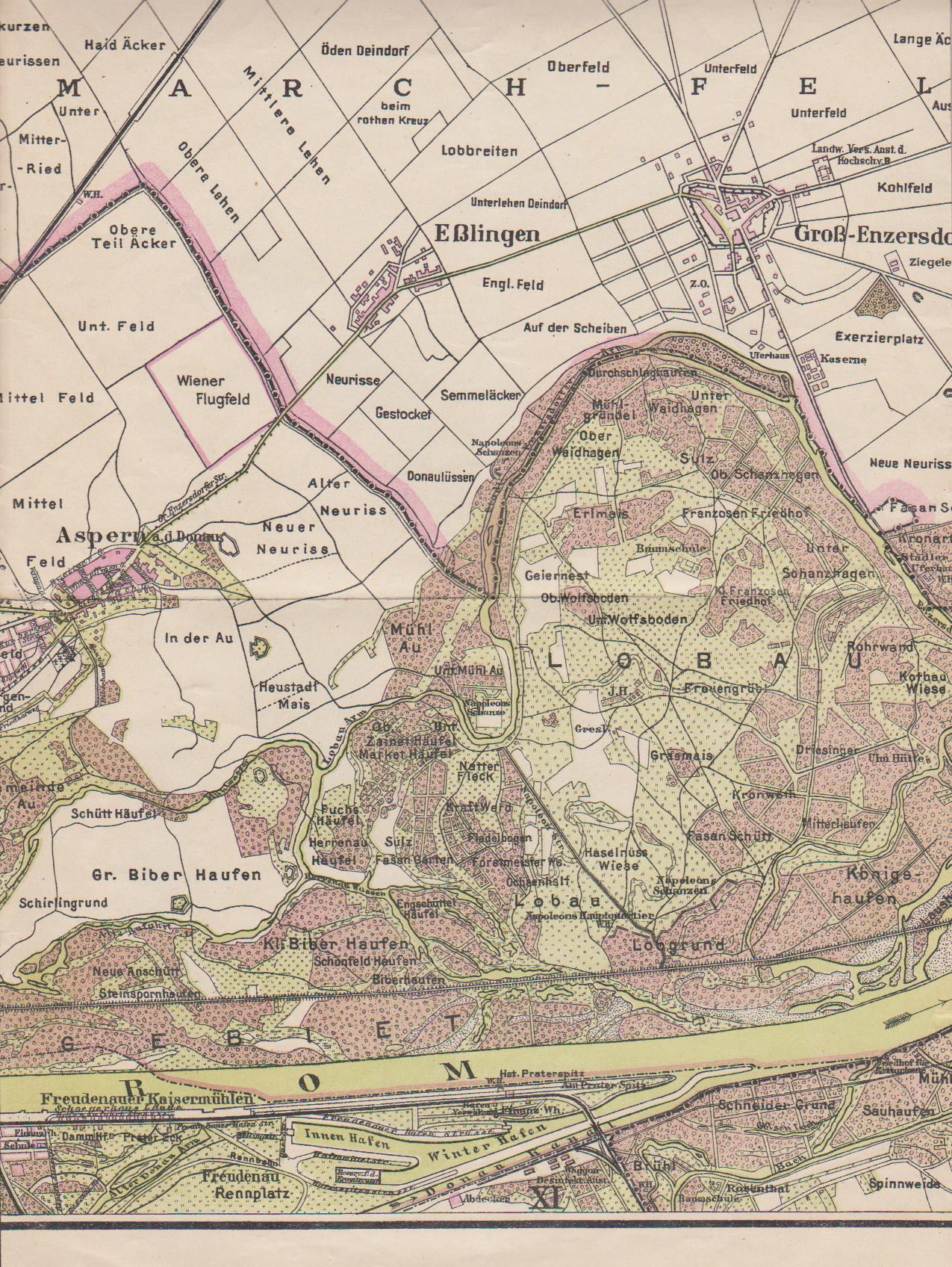
Eßlingen auf einem Stadtplan von 1912

Funde aus der Bronzezeit belegen, dass es bereits zur damaligen Zeit Ansiedlungen auf dem Gebiet Esslings gab. Der Name „Essling“ leitet sich aus dem Geschlecht der Ezzelarn ab, die einst wichtige Persönlichkeiten der Wiener Stadtverwaltung stellten. Ein Konrad von Eslarn war 1278 Wiener Bürgermeister. Die erste urkundliche Erwähnung des Ortes erfolgte im Jahre 1258 als Ezzelarn. Ende des 16. Jahrhunderts wandelte sich die Endung des Ortsnamens – mit verschiedenen Schreibweisen – hin zum Suffix -ing. 1880 lautete die einzige offizielle Namensform Eßlingen, ab 1890 wurde alternativ die Kurzform Eßling gebraucht. Seit 1938 wird die Bezeichnung Eßlingen nicht mehr verwendet.
Die Nähe zur Donau bescherte Essling vor allem im Mittelalter immer wieder große Überschwemmungen. Historische Bedeutung erlangte Essling durch die Schlacht bei Essling und Aspern 1809, wo Napoléon I. die erste Niederlage zugefügt wurde. Während der Schlacht erstürmten am 22. Mai 1809 französische Truppen unter General Georges Mouton  das Dorf Eßling und trug hierdurch wesentlich zur Rettung des größtenteils in den Donauauen auf der Insel Lobau zusammengedrängten französischen Heers bei, wofür Mouton als Comte de Lobau geadelt wurde. André Masséna erhielt in der noblesse impériale den Titel eines Fürsten von Essling, der an die Schlacht erinnern sollte. Im alten Schloss wurden Kanonenkugeln aus dieser Schlacht eingemauert. Im Museum im Schüttkasten kann man heute eine Nachbildung der Schlacht mit Zinnsoldaten sehen.
Zwischen Aspern und Essling lag außerdem der erste Flughafen Wiens, der später durch den Schwechater Flughafen abgelöst wurde. In Essling wurden im Ersten Weltkrieg in den Flugzeugwerken „Aviatik“ Flugzeuge gebaut und eingeflogen. Nach Kriegsende musste die Produktionsstätte zerstört werden. Reste der Gebäude sind noch heute sichtbar.
1938 kam Essling zum 22. Bezirk Groß-Enzersdorf, einem Teil des neuen Groß-Wien. Seit 1954 bildet der Ort mit sieben weiteren ehemaligen Gemeinden den auf Donaustadt umbenannten Bezirk. Essling zählt heute aufgrund seiner Lage und Lebensqualität zu den großen Stadterweiterungsgebieten Wiens. Eine wichtige Zukunftsfrage Esslings ist die stetige Zunahme des Individualverkehrs. Mehrere Bürgerinitiativen engagieren sich mit großem Einsatz.

### Verkehrsgeschichte
Die 1870 eröffnete Marchegger Ostbahn von Wien Stadlau nach Marchegg, auf der einst auch der legendäre Orient-Express verkehrte, quert das Gebiet von Essling in West-Ost-Richtung zwischen dem Ortszentrum und dem Siedlungsteil Neuessling; es besteht auf Esslinger Gebiet aber keine Bahnstation. Die einst zweigleisige Bahnstrecke ist seit den Zeiten des Eisernen Vorhangs, in denen die Zugsfrequenz stark reduziert war, nur eingleisig. Die Verbindung über Marchegg nach Bratislava/Pressburg wird aber in der Gegenwart im Regionalverkehr der Twin Cities dicht befahren.

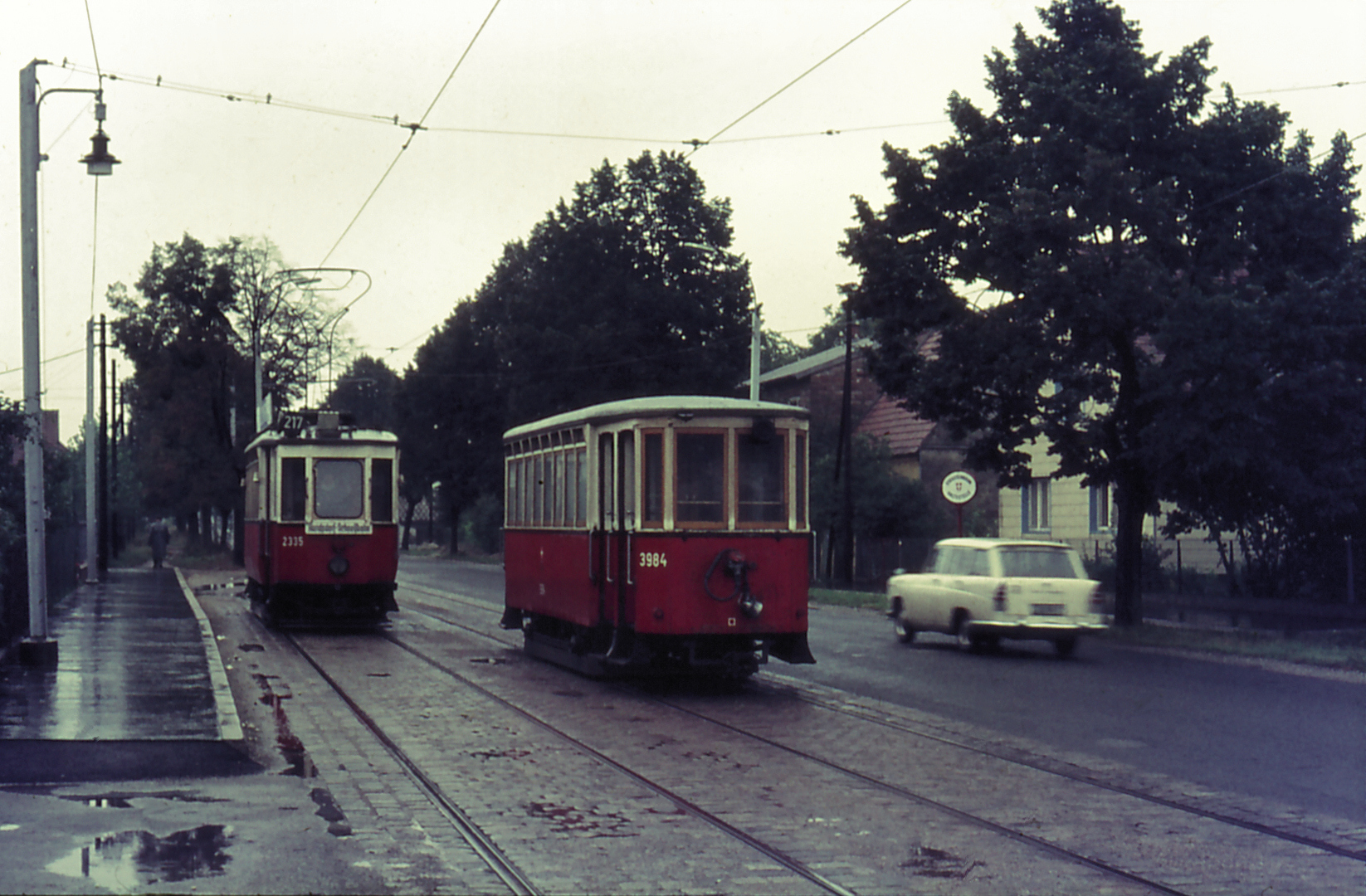
Haltestelle Englisch Feld, 1969

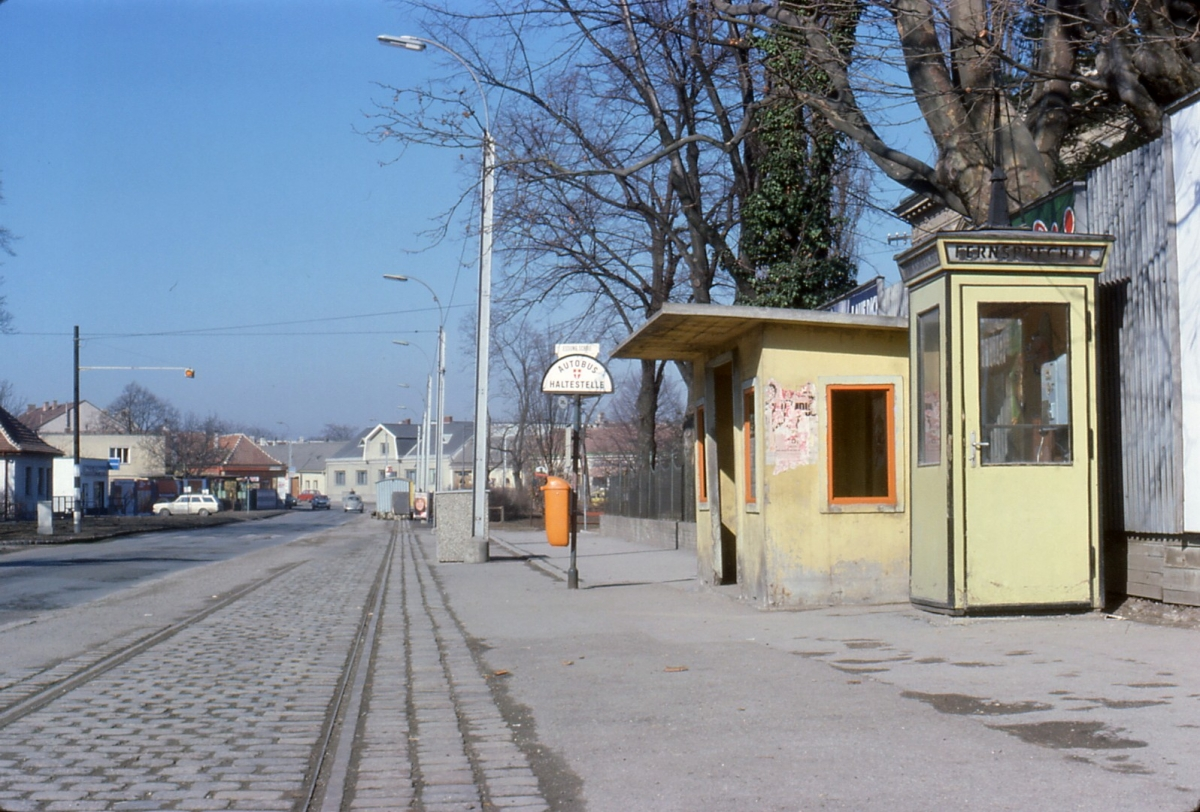
Gleisreste der ehemaligen Straßenbahnlinie 317 auf der Esslinger Hauptstraße, 1979

Essling wurde 1886–1970 von einer Straßenbahnstrecke erschlossen, die in Floridsdorf (wo sie an eine Linie vom Stadtzentrum anschloss) begann und über Kagran und Aspern nach Essling und weiter nach Groß-Enzersdorf führte. Als diese Strecke der Dampftramway-Gesellschaft vormals Krauss & Comp. eröffnet wurde, waren alle genannten Orte noch außerhalb Wiens (bis Aspern wurde 1904 eingemeindet, Essling und Groß-Enzersdorf 1938, dieses wurde 1954 wieder ausgemeindet). In Essling verlief die Strecke an der (nach Osten gesehen) linken Straßenseite der heutigen Esslinger Hauptstraße und war eingleisig mit Ausweichen angelegt.
Im Kursbuch vom Frühjahr 1901 schienen für die 20,4 km lange Gesamtstrecke vom Stadtzentrum, von der Salztorbrücke (damals Stephaniebrücke) am Donaukanal (von Floridsdorf waren es 14,9 km, von Kagran 11,3 km), nach Groß-Enzersdorf pro Tag fünf Züge pro Fahrtrichtung auf, die nach Essling 74 Minuten, bis zur 3 km nahen Endstation weitere 12 Minuten brauchten. Von Kagran nach Essling fuhr man eine halbe Stunde. Es verkehrten Wagen I. und II. Klasse.
Am 23. Jänner 1922 nahmen die Städtischen Straßenbahnen unter den Liniensignalen 217 (zumeist Kagran–Aspern, im Zweiten Weltkrieg bis Essling) und 317 (Kagran–Groß-Enzersdorf) Richtung Essling den elektrischen Betrieb auf. (Die Teilstrecke Floridsdorf–Kagran war bereits seit 23. Jänner 1912 als Linie 17 in das elektrische Straßenbahnnetz integriert worden und wird heute von Linie 25 befahren.) Beide Linien waren zu Kriegsende 1945 mehr als sieben Monate (7. April–14. November) eingestellt. Die Haltestelle Englisch-Feld-Gasse in Essling war Tarifgrenze. Wer nach Groß-Enzersdorf weiterfahren wollte, musste beim Schaffner einen zweiten Fahrschein kaufen. Ab 16. Juli 1966 wurden 217er und 317er von Floridsdorf aus betrieben. Am 30. August 1970 wurde der Straßenbahnbetrieb eingestellt, ab 31. August 1970 verkehrten Autobusse.

## Kultur und Sehenswürdigkeiten

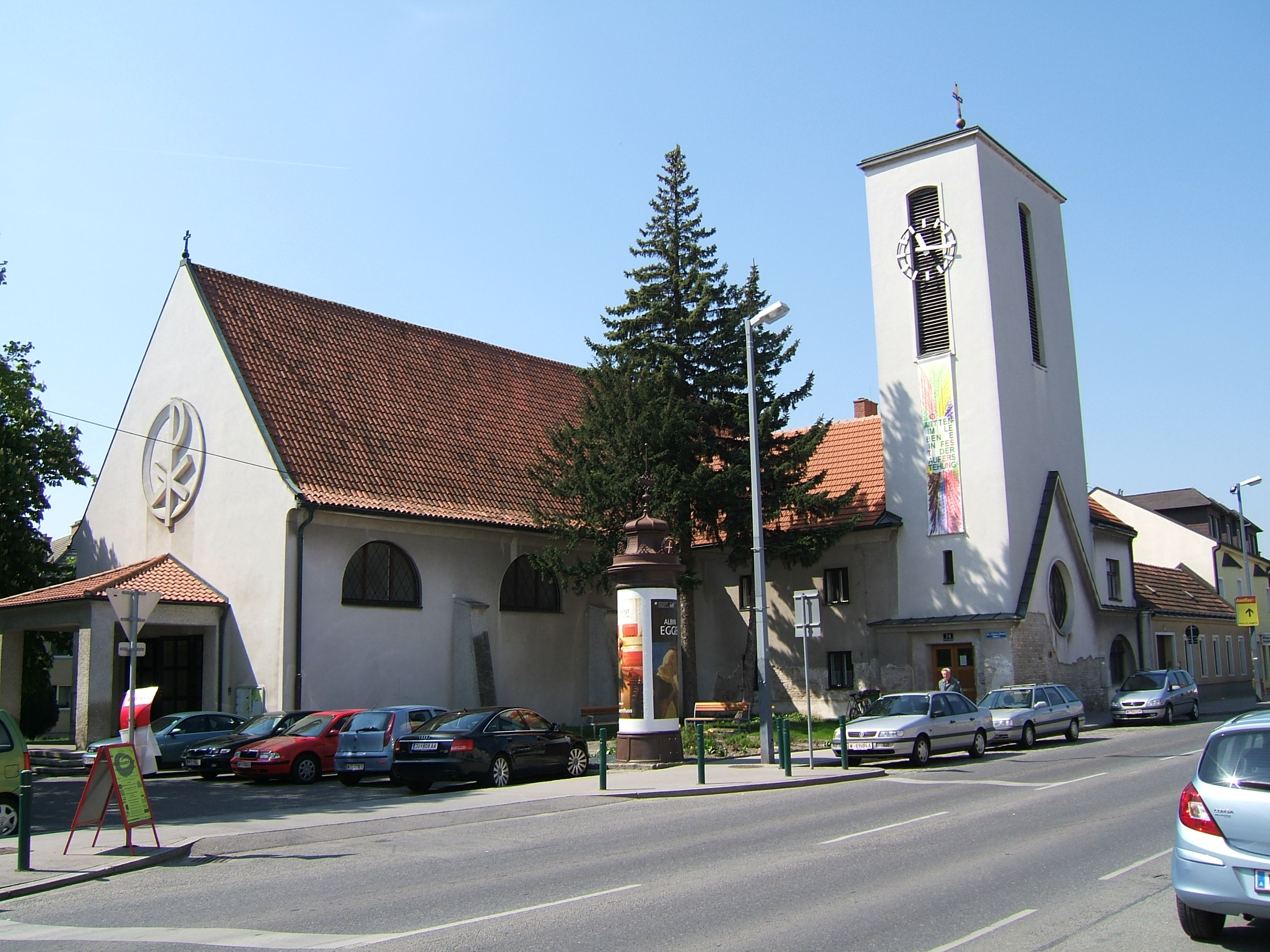
Katholische Pfarrkirche Essling hl. Josef

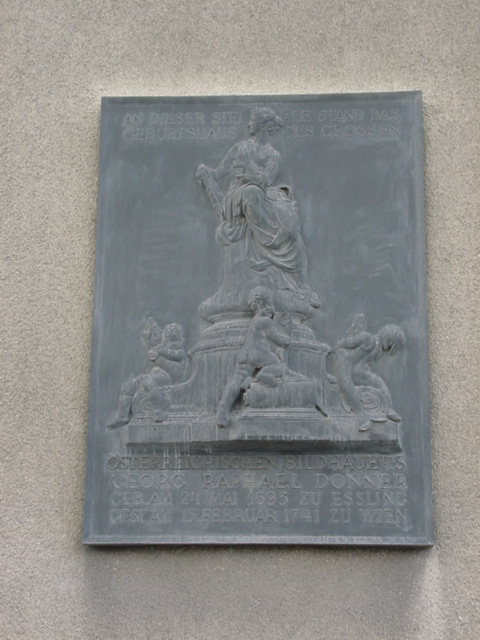
Gedenktafel Georg Raphael Donner

Einige Gebäude im Ortskern entlang der Esslinger Hauptstraße werden von der Stadt Wien zu einer baulichen Schutzzone zusammengefasst.

### Kirche
Die Esslinger Pfarrkirche wurde wenige Tage nach dem Einmarsch der Nationalsozialisten 1938 im Geheimen eingeweiht. Bei der Renovierung wurde der Innenraum erneuert und mit Holz verkleidet. Der Steinmosaik-Kreuzweg und die hölzerne Statue der heiligen Familie zählen inzwischen zu den Attraktionen Esslings.
Außerdem gibt es in Essling auch eine Baptisten-Gemeinde. Ihre Anfänge reichen bis in die 1930er Jahre zurück; ein eigenes Gemeindehaus mit Garten wurde 1956 eingeweiht. An den Gottesdiensten am Sonntagvormittag nehmen ungefähr 30 Besucher teil.

### Kunst
1693 wurde in Essling der bekannte Bildhauer Georg Raphael Donner geboren. Er zählt zu den herausragenden Meistern der Bildhauerkunst seines Jahrhunderts im deutschsprachigen Raum. Seine Werke können in Wien, Gurk, Salzburg, Dresden und Pressburg noch heute besichtigt werden. An der Stelle seines Geburtshauses erinnert eine Gedenktafel an ihn.

### Jazz
Zur Musikrichtung Jazz hat Essling eine besondere Beziehung:
Der geborene Esslinger Franz Georg Pressler wurde unter dem Künstlernamen Fatty George zu einem weltbekannten Jazzmusiker. Genauso Bill Grah, dem der Park vor der alten Volksschule gewidmet ist. 2005 wurde in Essling das Jazzmuseum eröffnet, im Sommer finden im Park immer wieder Jazzkonzerte statt.

### Schüttkasten
Der Schüttkasten, nordwestlich vom Schloss Essling, war einst ein Speicher für das Getreide und wurde im Krieg von Napoleon gegen Österreich zu einem heftig umkämpften Gebäude. Heute beherbergt es eine Nachstellung der Schlacht von damals als Modell.

### Sport
Der SV Essling ist ein 1931 gegründeter Fußballverein im Bezirksteil.